# 贼鸥式战斗轰炸机
布莱克本（Blackburn）B-24“贼鸥”（Skua）式战斗轰炸机是英国海军航空兵（FAA）在1940年代初期所使用的一种单发双座舰载飞机。该机系按照0.27/34要求设计，是英国海军航空兵所拥有的第一种全金属结构的单翼飞机。“贼鸥”式装备了可收放的起落架以及全封闭座舱，在当时来说是非常先进的设计。相比之下，同时代研制的剑鱼式鱼雷轰炸机仍然是双翼结构，采用固定起落架和敞开座舱。
由于发动机马力不足，“贼鸥”的速度相对较低，但机翼内4挺机枪以及後座的活动机枪却使得该机在格斗中处于有利的位置。当作为俯冲轰炸机使用时，机身中线下特制的叉形挂弹架上可以挂载一枚500磅的炸弹。

## 作戰紀錄
皇家方舟号航空母舰上的3架贼鸥於1939年9月26日在北海上空击落了一架德国的道尼尔Do 18飞艇，因此成了二战中第一款击落敌机的英国飞机。 1940年4月10日，16架从奥克尼群岛起飞的贼鸥式击沉了入侵挪威的德国巡洋舰柯尼斯堡号，而该舰也是盟军在二战中击沉的第一艘敌舰。
尽管贼鸥式在挪威和地中海对抗敌方轰炸机时表现良好，但在面对现代化的战斗机（如德军的Bf 109）时却损失惨重。因此，该机从1941年起逐步退出了第一线的战斗任务，由火力更强且速度更快的飞机，如费瑞的管鼻鸌（Fulmar）予以取代。

## 主要型号

### Skua MK.I 型
原型机，采用了一台840马力的布里斯托尔“水星”IX 发动机作为动力。

### Skua MK.II 型
生产型，共生产190架。由于“水星”发动机需要优先用于布里斯托尔“布伦海姆”轰炸机的生产线，“贼鸥”的生产型换装了890马力的布里斯托尔“英仙座”XII套筒分气式发动机。

## 使用国家
英国皇家海军航空兵

## 装备该机的部队
- 755 Naval Air Squadron
- 757 Naval Air Squadron
- 758 Naval Air Squadron
- 759 Naval Air Squadron
- 760 Naval Air Squadron
- 767 Naval Air Squadron
- 769 Naval Air Squadron
- 770 Naval Air Squadron
- 771 Naval Air Squadron
- 772 Naval Air Squadron
- 774 Naval Air Squadron
- 776 Naval Air Squadron
- 778 Naval Air Squadron
- 779 Naval Air Squadron
- 780 Naval Air Squadron
- 782 Naval Air Squadron
- 787 Naval Air Squadron
- 788 Naval Air Squadron
- 789 Naval Air Squadron
- 791 Naval Air Squadron
- 792 Naval Air Squadron
- 794 Naval Air Squadron
- 797 Naval Air Squadron
- 800 Naval Air Squadron
- 801 Naval Air Squadron
- 803 Naval Air Squadron
- 806 Naval Air Squadron

## 主要技术数据

### 主要技术特征
- 乘员: 2
- 全长: 35 英尺 7 英寸 (10.8 米)
- 翼展: 46 英尺 2 英寸 (14.1 米)
- 全高: 14 英尺 2 英寸 (4.3 米)
- 翼面积: 312 平方英尺 (29.0 平方米)
- 空重: 5,490 磅 (2,490 公斤)
- 满载重量: 8,228 磅 (3,730 公斤)
- 动力: 1× 布里斯托尔 “英仙座（Perseus）” XII 星型发动机, 890 马力 (675 千瓦)

### 性能
- 最大速度: 225 英里/小时 (195 节, 约360 公里/小时)  6,500 英尺 (2,000 米)
- 航程: 800 英里 (700 海里, 1,300 公里)
- 升限: 20,200 英尺 (6,150 米)
- 翼载荷: 26.4 磅/平方英尺 (128 公斤/平方米)
- 推重比: 0.11 马力/磅 (180 瓦/公斤)

### 武器装备
- 固定武装:
  - 4× 0.303 in (7.7 mm)白朗宁M1919中型机枪（机翼）
  - 1× 路易士机枪或維克斯机枪（后座）
- 炸弹: 1× 500 磅 (227 公斤) 炸弹